# Kap Margerie
Das Kap Margerie ist ein flaches und vereistes Kap mit markanten Felsvorsprüngen am nördlichen Ende an der Küste des ostantarktischen Adélielands. Es liegt auf halbem Weg zwischen dem Kap Mousse und dem Lacroix-Nunatak und ist von zahlreichen kleinen Felseninseln umgeben. Das Kap markiert die westliche Begrenzung der Einfahrt zum Port Martin
Teilnehmer der Australasiatischen Antarktisexpedition (1911–1914) unter der Leitung des australischen Polarforschers Douglas Mawson kartierten das Kap. Mawson benannte es nach dem französischen Geographen und Geologen Emmanuel de Margerie (1862–1953). Das Kap war ab 1950 Standort der französischen Station Port Martin, bis diese im Januar 1952 durch ein Feuer zerstört wurde.